# Бьёрнсон, Лове
Эрик Лове Бьёрнсон (швед. Eric Love Björnson; род. 15 апреля 2004) — шведский футболист, нападающий «Мьельбю».

## Клубная карьера
Футболом начал заниматься в «Неттрабю». В 2020 году присоединился к молодёжной команде «Мьельбю». В феврале 2023 года подписал с клубом первый профессиональный контракт, рассчитанный на три года. Дебютировал в чемпионате Швеции 27 мая в матче с «Хальмстадом», появившись на поле на 87-й минуте вместо Макса Фенгера.

## Клубная статистика
| Выступление      | Выступление      | Выступление      | Лига | Лига | Кубки | Кубки | Конт. кубки | Конт. кубки | Итого | Итого |
| Клуб             | Лига             | Сезон            | Игры | Голы | Игры  | Голы  | Игры        | Голы        | Игры  | Голы  |
| ---------------- | ---------------- | ---------------- | ---- | ---- | ----- | ----- | ----------- | ----------- | ----- | ----- |
| Мьельбю          | Алльсвенскан     | 2023             | 1    | 0    | 0     | 0     | 0           | 0           | 1     | 0     |
| Мьельбю          | Итого            | Итого            | 1    | 0    | 0     | 0     | 0           | 0           | 1     | 0     |
| Всего за карьеру | Всего за карьеру | Всего за карьеру | 1    | 0    | 0     | 0     | 0           | 0           | 1     | 0     |